# Alexander Bard
Alexander Bengt Magnus Bard (; Motala, 17 marzo 1961) è un cantante e produttore discografico svedese.

## Biografia
Nato nella municipalità di Motala, ha studiato negli Stati Uniti e nei Paesi Bassi. Negli anni '80 ha intrapreso la carriera musicale col singolo Life in a Goldfish Bowl, pubblicato a nome Baard.
Con Jean-Pierre Barda e Camilla Henemark ha fatto parte del gruppo Army of Lovers, fondato nel 1987.
Nel 1996 è stato tra i fondatori del progetto musicale Vacuum.
Ha lavorato come autore e produttore nei primi due album degli Alcazar.
Nel 2005 ha fondato i BWO insieme a Marina Schiptjenko e Martin Rolinski.
Nell'aprile 2010 ha dato vita a un altro progetto chiamato Gravitonas, sempre di stampo electropop.
Nel 2011 è diventato "giudice" del programma televisivo svedese Idol.
Nel 2013 ha riformato gli Army of Lovers.
È attivo anche come filosofo e professa lo zoroastrismo.